# Hoy es siempre (álbum)
Hoy es siempre es el tercer álbum recopilatorio en directo de Ismael Serrano, con el que celebró 20 años de carrera artística. Se grabó los días 15 de junio de 2017, en el Auditorio Pilar Bardem de Rivas-Vaciamadrid, y 17 y 18 de agosto del mismo año, en el Teatro Nuevo Apolo de Madrid.
El éxito de la gira decidió a Serrano a grabar el disco Todavía, en formato intimista también en directo, y continuar con las actuaciones.

## Lista de canciones
Letra y música de todas las canciones compuestas por Ismael Serrano excepto donde se indica.

| CD1 |        |              |          |  |
| N.º | Título | Escritor(es) | Duración |  |

| CD2 |        |        |        |          |  |
| N.º | Título | Letras | Música | Duración |  |

## Personal
| Músicos - Ismael Serrano: voz - Osvi Grecco: guitarra - Paco Bastante: bajo - Vicente Climent: batería - Jacob Sureda: piano, teclados | Equipo técnico - Jacob Sureda: productor musical |